# Rybnoïe
Rybnoïe (en russe : Рыбное) est une ville de l'oblast de Riazan, en Russie, et le centre administratif du raïon Rybnovski. Sa population s'élevait à 18 708 habitants en 2013.

## Géographie
Rybnoïe est arrosée par la rivière Voja, un affluent de l'Oka, et se trouve à 19 km au nord-ouest de Riazan et à 167 km au sud-est de Moscou.

## Histoire
Rybnoïe est mentionné pour la première fois en 1597 comme le village de Rybino, plus tard Rybnoïe. Près de Rybnoïe, en août 1378, les troupes mongoles et tatares furent battues par les Russes conduits par le prince moscovite Dimitri Donskoï dans la bataille de la rivière Voja. Au XIXe siècle, le village connut une croissance rapide grâce à la mise en service, en 1864, du chemin de fer Moscou – Riazan. Rybnoïe devint une commune urbaine en 1947 et accéda au statut de ville en 1961.

## Population
Recensements (*) ou estimations de la population
| 1897* | 1959*  | 1970*  | 1979*  | 1989*  |
| ----- | ------ | ------ | ------ | ------ |
| 1 500 | 10 186 | 17 293 | 17 789 | 18 672 |

| 2002*  | 2010*  | 2012   | 2013   | 2014 |
| ------ | ------ | ------ | ------ | ---- |
| 19 150 | 18 380 | 18 606 | 18 708 | -    |